# Genius Loci та інші оповідки
"Genius Loci та інші оповідки" - збірка оповідань у жанрі фентезі, жахів та наукової фантастики американського письменника Кларка Ештона Сміта. Вийшла у 1948 році і стала третьою книгою автора, опублікованою видавництвом " Arkham House". Вона розійшлася накладом 3047 примірників. Оповідання були написані між 1930 та 1935 роками.
До збірки увійшли оповідання з головних циклів Сміта "Аверуан" та "Зотик".

## Вміст
Genius Loci та інші оповідки містить наступні історії:
- "Genius Loci"
- "Вербовий пейзаж"
- "Дев'ятий скелет"
- "Привид вогню"
- "Світ вічності"
- "Валтфум"
- "Зміна зірки"
- "Первісне місто"
- "Перезахоронення Венери"
- "Колос Ілурський"
- "Сатир"
- "Сад Адомфи"
- "Бог-хранитель"
- "Чорний абат з Путуму"
- "Ткач у підземеллі"

## Дивіться також
- Бібліографія Кларка Эштона Сміта